# Temporada 2014 de IndyCar Series
La temporada 2014 de la Verizon IndyCar Series fue la temporada 19 de la serie IndyCar Series y representa la temporada 103 del Campeonato de Monoplazas de Estados Unidos. Su principal evento, como es habitual será la edición la edición 98° de las 500 millas de Indianápolis, que se realizará el domingo 25 de mayo. El Campeón vigente, el neozelandés Scott Dixon defenderá su tercer título de la IndyCar, mientras que Chevrolet defenderá su título de fabricantes de motores. El campeonato iniciará el 30 de marzo y culminará el 30 de agosto.

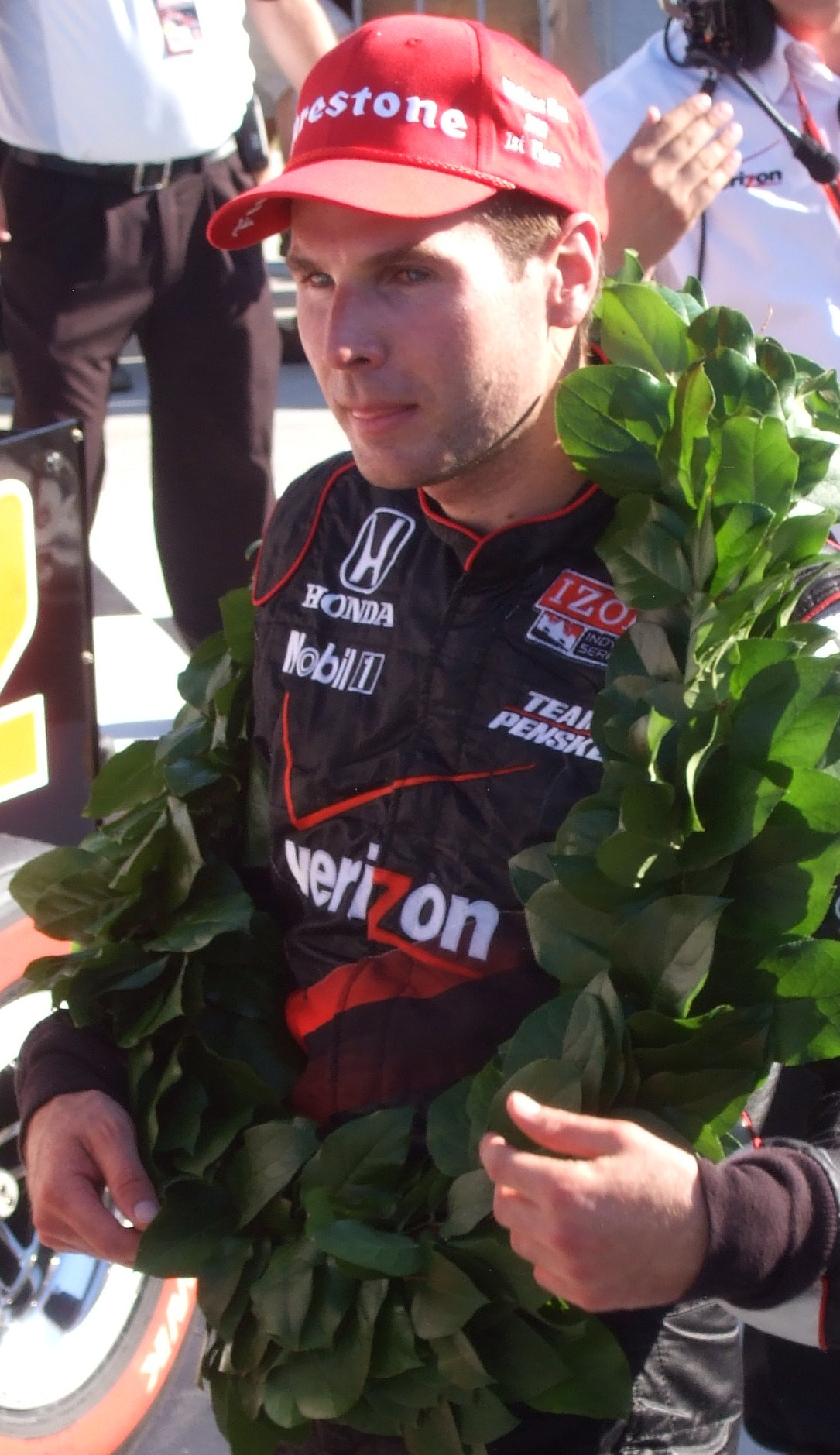
Will Power se coronó por primera vez campeón de la IndyCar Series en la temporada 2014.

## Equipos y pilotos
A continuación estos son los equipos y pilotos confirmados que competirán en la temporada 2014, todos utilizarán neumáticos Firestone. Todos eventualmente usan el AeroKit y chasis Dallara.
| Equipo                                | Motor     | Noº | Pilotos             | Rondas                             |
| ------------------------------------- | --------- | --- | ------------------- | ---------------------------------- |
| Andretti Autosport                    | Honda     | 25  | Marco Andretti      | Todas                              |
| Andretti Autosport                    | Honda     | 27  | James Hinchcliffe   | Todas                              |
| Andretti Autosport                    | Honda     | 28  | Ryan Hunter-Reay    | Todas                              |
| Andretti Autosport                    | Honda     | 34  | Carlos Muñoz (N)    | Todas                              |
| Andretti Autosport                    | Honda     | 26  | Franck Montagny (N) | Ronda 4                            |
| Andretti Autosport                    | Honda     | 26  | Kurt Busch (N)      | Ronda 5                            |
| Target Chip ganassi Racing            | Chevrolet | 9   | Scott Dixon         | Todas                              |
| Target Chip ganassi Racing            | Chevrolet | 10  | Tony Kanaan         | Todas                              |
| Target Chip ganassi Racing            | Chevrolet | 8   | Ryan Briscoe        | Todas                              |
| Target Chip ganassi Racing            | Chevrolet | 83  | Charlie Kimball     | Todas                              |
| Dreyer & Reinbold Kingdom Racing      | Chevrolet | 22  | Sage Karam (N)      | Ronda 5                            |
| Dale Coyne Racing                     | Honda     | 18  | Carlos Huertas (N)' | Todas                              |
| Dale Coyne Racing                     | Honda     | 19  | Justin Wilson       | Todas                              |
| Dale Coyne Racing                     | Honda     | 63  | Pippa Mann          | Ronda 5                            |
| Ed Carpenter Racing                   | Chevrolet | 20  | Mike Conway         | Rondas 1–4, 6–7, 9–10, 13–15, y 17 |
| Ed Carpenter Racing                   | Chevrolet | 20  | Ed Carpenter        | Rondas 5, 8, 11–12, 16, y 18       |
| Ed Carpenter Racing                   | Chevrolet | 21  | J. R. Hildebrand    | Ronda 5                            |
| KV Racing Technology                  | Chevrolet | 11  | Sébastien Bourdais  | Todas                              |
| KV Racing Technology                  | Chevrolet | 17  | Sebastián Saavedra  | Todas                              |
| KV Racing Technology                  | Chevrolet | 6   | Townsend Bell       | Ronda 5                            |
| KV Racing Technology                  | Chevrolet | 33  | James Davison (N)   | Ronda 5                            |
| Rahal Letterman Lanigan Racing        | Honda     | 15  | Graham Rahal        | Todas                              |
| Rahal Letterman Lanigan Racing        | Honda     | 16  | Oriol Servià        | Rondas 2-5                         |
| Rahal Letterman Lanigan Racing        | Honda     | 16  | Luca Filippi (N)    | Rondas 9-10, 13-14                 |
| Sarah Fisher Hartman Racing           | Honda     | 67  | Josef Newgarden     | Todas                              |
| Sarah Fisher Hartman Racing           | Honda     | 68  | Alex Tagliani       | Ronda 5                            |
| Schmidt Peterson Hamilton Motorsports | Honda     | 55  | Mikhail Aleshin (N) | Todas                              |
| Schmidt Peterson Hamilton Motorsports | Honda     | 77  | Simon Pagenaud      | Todas                              |
| Schmidt Peterson Hamilton Motorsports | Honda     | 5   | Jacques Villeneuve  | Ronda 5                            |
| Team Verizon Penske Racing            | Chevrolet | 2   | Juan Pablo Montoya  | Todas                              |
| Team Verizon Penske Racing            | Chevrolet | 3   | Helio Castroneves   | Todas                              |
| Team Verizon Penske Racing            | Chevrolet | 12  | Will Power          | Todas                              |
| A. J. Foyt Enterprises                | Honda     | 14  | Takuma Satō         | Todas                              |
| A. J. Foyt Enterprises                | Honda     | 41  | Martin Plowman      | Rondas 4 y 5                       |
| Bryan Herta Autosport                 | Honda     | 98  | Jack Hawksworth     | Todas                              |
| Lazier Partners Racing                | Chevrolet | 91  | Buddy Lazier        | Ronda 5                            |

### Cambios de pilotos

#### Pilotos que regresan a la categoría
- El colombiano Juan Pablo Montoya, excorredor de la Fórmula 1 (2001 - 2006), y recientemente, corredor en la NASCAR y campeón de la CART World Series en 1999, volverá a competir en la IndyCar Series después hacerlo en una sola competencia en el año 2000 luego de ganar allí su única victoria en la categoría, las 500 millas de Indianápolis, correrá por contrato de 1 año con opción de prórroga a tiempo completo la temporada, con el dorsal de su coche el #2.[34]

#### Pilotos que cambian de equipo
- El brasileño Tony Kanaan, reciente ganador de la Indy 500 con KV Racing Technology, se traslada a Chip Ganassi Racing para la temporada 2014 a tiempo completo, por un contrato de varios años.[12]
- El francés Sébastien Bourdais deja su antiguo equipo Dragon Racing y llega a KVSH Racing con un contrato de 2 años.
- El colombiano Sebastián Saavedra acompaña a Bourdais en su paso de Dragon Racing a KVSH Racing.
- El estadounidense Graham Rahal vuelve al equipo de su padre Bobby Rahal el Rahal Letterman Lanigan Racing para competir en la temporada.

#### Pilotos que debutan en el Campeonato
- El equipo Andretti Autosport confirmó la contratación del piloto de la Indy Lights, el colombiano Carlos Muñoz, gracias a su 3° lugar en la serie telonera en 2013.[6]
- El primer piloto ruso en la historia del campeonato de la IndyCar Series y de las competiciones estadounidenses, Mijaíl Alioshin, debutará con el equipo Schmidt Motorsports Peterson Peterson en la temporada 2014.[41]
- El británico Jack Hawksworth debutará en la categoría a tiempo completo con Bryan Herta Autosport.
- El colombiano expiloto de la World Series by Renault Carlos Huertas debutará en la categoría a tiempo parcial con Dale Coyne Racing, el contrato por el momento solo incluye circuitos.

#### Pilotos que salen de la Categoría
- El piloto venezolano Ernesto José Viso no encontró equipo para competir en 2014.
- El escocés Dario Franchitti no competirá la temporada 2014 de la IndyCar Series ya que anunció su retiro del automovilismo producto de su situación médica ocasionada por su terrible accidente en el Gran Premio de Houston y que, los médicos le diagnosticaron que debido al accidente ya no era conveniente seguir como piloto o su situación donde sufrió el golpe del accidente, se complicaría aún más.[42] El australiano Ryan Briscoe regresa al equipo Chip Ganassi Racing para sustituir a Dario Franchitti.
- La suiza Simona de Silvestro deja la categoría tras 4 años para ser probadora de Sauber.

#### Pilotos que competirán a tiempo parcial o competencias específicas de la temporada
- Los pilotos, el estadounidense que compite en la serie NASCAR Sprint Cup Series Kurt Busch y el excampeón de Fórmula 1, el canadiense Jacques Villeneuve, intentarán clasificarse para poder calificar para las 500 Millas de Indianápolis de 2014, Busch con intentará con Andretti Autosport, mientras que Villeneuve lo hará con el Schmidt Peterson Hamilton Motorsports.
- El estadounidense J. R. Hildebrand competírá con Ed Carpenter Racing para intentar clasificarse para las 500 Millas de Indianápolis de 2014.
- El estadounidense Townsend Bell competírá con KV Racing Technology para intentar clasificarse para las 500 Millas de Indianápolis de 2014.
- El canadiense Alex Tagliani competírá con Sarah Fisher Hartman Racing para intentar clasificarse para las 500 Millas de Indianápolis de 2014.
- El estadounidense Buddy Lazier vuelve a competir un año más con su propio equipo para participar en un intento clasificatorio para las 500 Millas de Indianápolis de 2014.
- El británico Martin Plowman competírá en las rondas del Gran Premio IndyCar de Indianápolis y la ronda de 500 Millas de Indianápolis de 2014 con A. J. Foyt Enterprises.
- El español Oriol Servià quien busca patrocinio para la temporada, solo podrá por ahora participará desde Long Beach hasta las 500 Millas de Indianápolis de 2014 con Rahal Letterman Lanigan Racing.
- El francés Franck Montagny hará una competencia en la fecha 4 del circuito mixto de Indianápolis Motor Speedway para el Gran Premio de Indianápolis para el equipo Andretti Autosport, con el mismo coche que Kurt Busch utilizará en las 500 millas de Indianápolis.
- El campeón de la Indy Lights de 2013 el estadounidense Sage Karam[15] será parte de las 500 millas de Indianápolis de 2014 con el equipo Ganassi; a último momento, tendrá el patrocinio de Dreyer & Reinbold Racing y Kingdom Racing, utilizando el Dorsal #22.

#### Otros cambios
- El británico Mike Conway que vuelve a competir en la categoría pero con un calendario limitado compartido con Ed Carpenter, se alternaran el coche por competencia, Conway en los circuitos, y Carpenter en los Ovalos.

### Cambios en los equipos
- Andretti Autosport retomará el uso de motores Honda por un contrato a largo plazo, luego de acabar su contrato con Chevrolet.[3]
- Dragon Racing deja la IndyCar Series para enfocarse a tiempo completo en la próxima categoría a estrenarse a mediados 2014 la Fórmula E, por lo que está buscando pilotos para debutar en la Temporada 2014-15.
- Panther Racing tuvo la expectativa de poder participar para la temporada 2014 de la serie, Inicialmente, Ryan Briscoe esperaba conducir el #4 en el 2014, pero fue puesto en libertad para unirse a Chip Ganassi Racing, además, debido actualmente sostiene un litigio judicial ocasionado por la pérdida del patrocinio de National Guard, ya que dicho patrocinio se fue al equipo Rahal Letterman Lanigan Racing.[43] A pocos días del inicio de la temporada, el equipo no practicó ni confirmó su piloto oficial, se espera un pronunciamiento oficial de cara a las siguientes fechas de la temporada, por ahora, no competirán en la primera carrera de la temporada. La única prueba oficial realizada fue con el piloto colombiano Carlos Huertas que, sin embargo, competirá para el equipo Dale Coyne Racing. Finalmente, se dio a conocer que Panther Racing no participará en la temporada 2014 por la pérdida de patrocinio con el equipo Rahal Letterman Lanigan Racing.

## Calendario
El calendario oficial, que fue oficializado a finales del mes de agosto del 2011, y que contará con 18 fechas en 15 pistas, de los cuales, 3 de las 18 competencias pactadas serán de doble carrera (Detroit, Houston y Toronto). Se añade una nueva competencia previa a las 500 millas de Indianápolis, el 10 de mayo, en el que se correrá en el circuito mixto interno del Indianápolis Motor Speedway, bajo el nombre de IndyCar Gran Premio de Indianápolis. También cabe constatar que la carrera de Texas se correrá a 600 millas, Iowa será de 300 millas y para el llamado evento patrocinado por Fuzzy's Ultra Premium Vodka, la llamada Triple Corona, se estableció que las carreras de la Indy 500, la MAVTV 500 IndyCar World Championships, competencias de 500 millas, junto con Pocono IndyCar 500 Fueled by Sunoco (Ahora competencia adherida desde 2013 bajo carrera de 400 millas, y agregada como carrera de 500 millas desde 2014) se otorgue un premio de 250.000 US$ en efectivo el que logre al menos ganar dos de los tres eventos que conforma la Triple Corona.
| Rnd. | Fecha          | Competencia                                   | Pista                                                      | Lugar                   | Difusión Internacional        |
| ---- | -------------- | --------------------------------------------- | ---------------------------------------------------------- | ----------------------- | ----------------------------- |
| 1    | 30 de marzo    | Firestone Gran Premio of San Petersburgo      | Streets of St. Petersburg                                  | St. Petersburg, Florida | ESPN HD/ESPN 3/ESPN Play      |
| 2    | 13 de abril    | 40° Toyota Gran Premio de Long Beach          | Streets of Long Beach                                      | Long Beach, California  | ESPN/ESPN HD/ESPN 3/ESPN Play |
| 3    | 27 de abril    | Honda Indy Gran Premio de Alabama             | Barber Motorsports Park                                    | Birmingham, Alabama     | ESPN HD/ESPN 3/ESPN Play      |
| 4    | 10 de mayo     | Gran Premio de Indianápolis                   | Indianapolis Motor Speedway — Circuito Mixto de Grand Prix | Speedway, Indiana       | ESPN/ESPN HD/ESPN 3/ESPN Play |
| 5    | 25 de mayo     | Edición 98° de las 500 millas de Indianápolis | Indianápolis Motor Speedway — Ovalo                        | Speedway, Indiana       | ESPN/ESPN HD/ESPN 3/ESPN Play |
| 6    | 31 de mayo     | Chevrolet/Cadillac Gran Premio de Detroit     | Belle Isle                                                 | Detroit, Míchigan       | ESPN HD/ESPN 3/ESPN Play      |
| 7    | 1 de junio     | Chevrolet/Cadillac Gran Premio de Detroit     | Belle Isle                                                 | Detroit, Míchigan       | ESPN HD/ESPN 3/ESPN Play      |
| 8    | 7 de junio     | Firestone Firehawk 600                        | Texas Motor Speedway                                       | Fort Worth, Texas       | ESPN HD/ESPN 3/ESPN Play      |
| 9    | 28 de junio    | Shell y Pennzoil Gran Premio de Houston       | Reliant Park                                               | Houston, Texas          | ESPN HD/ESPN 3/ESPN Play      |
| 10   | 29 de junio    | Shell y Pennzoil Gran Premio de Houston       | Reliant Park                                               | Houston, Texas          | ESPN HD/ESPN 3/ESPN Play      |
| 11   | 6 de julio     | 'Pocono IndyCar 500 Fueled by Sunoco          | Pocono Raceway                                             | Long Pond, Pensilvania  | ESPN HD/ESPN 3/ESPN Play      |
| 12   | 12 de julio    | Iowa Corn Indy 300                            | Iowa Speedway                                              | Newton, Iowa            | ESPN HD/ESPN 3/ESPN Play      |
| 13   | 20 de julio () | Honda Indy Toronto                            | Exhibition Place                                           | Toronto, Ontario        | ESPN HD/ESPN 3/ESPN Play      |
| 14   | 20 de julio () | Honda Indy Toronto                            | Exhibition Place                                           | Toronto, Ontario        | ESPN HD/ESPN 3/ESPN Play      |
| 15   | 3 de agosto    | Honda Indy 200 at Mid-Ohio                    | Mid-Ohio Sports Car Course                                 | Lexington, Ohio         | ESPN HD/ESPN 3/ESPN Play      |
| 16   | 17 de agosto   | ABC Supply Wisconsin 250 de Milwaukee         | Milwaukee Mile                                             | West Allis, Wisconsin   | ESPN HD/ESPN 3/ESPN Play      |
| 17   | 24 de agosto   | GoPro Indy Grand Prix of Sonoma               | Sonoma Raceway                                             | Sonoma, California      | ESPN HD/ESPN 3/ESPN Play      |
| 18   | 30 de agosto   | MAVTV 500 IndyCar World Championships         | Auto Club Speedway                                         | Fontana, California     | ESPN HD/ESPN 3/ESPN Play      |

     Óvalo
     Circuito Permanente/Mixto
     Circuito Callejero/Mixto

### Cambios en el calendario
- La competencia de Pocono Raceway pasa de 400 millas a 500 millas, algo que no se disputaba desde 1989.[48]
- La competencia en el Texas Motor Speedway también pasará de correrse 550 kilómetros a 600, otorgándole 600 km a la competencia ya que en los últimos 7 años la competencia era hasta 550 km.[49]
- Por primera vez en 100 años, se hará dos competencias en el Indianápolis Motor Speedway, en la que bajo el Campeonato Nacional de la AAA hasta 1919 se compitió 5 veces en un mismo año en el autódromo, incluyendo las 500 millas de Indianápolis como su principal evento. A diferencia de estos años de antaño, la competencia que se llevará a cabo será en un circuito permenente mixto que se encuentra ubicado en el interior del circuito oval, el mismo en el que se disputó entre el año 2000 al 2007 el Gran Premio de los Estados Unidos de Fórmula 1, y el Gran Premio de Indianápolis de Motociclismo que actualmente disputa la MotoGP, esta carrera será conocida como IndyCar Gran Premio de Indianápolis, se correrá el 10 de mayo.[50] También cabe mencionar que se están haciendo algunas modificaciones en el circuito en algunas curvas, y se correrá en el sentido del Gran premio de Fórmula 1, y no en el sentido de la competencia de MotoGP y las 500 millas.[51]
- Iowa Speedway también no sólo confirmó su presencia en la categoría una vez más, sino que también aumentó el número de vueltas, pasando de 250 a 300 vueltas.[52]
- Al no concretar una nueva fecha dentro del calendario, el Circuito Callejero de Baltimore se ausentará de manera indefinida hasta que logren definir su regreso y una fecha concreta en el calendario, por ahora, se prevé que no se compita en el 2014 y el 2015 de momento.[53]
- La Milwaukee Mile se confirmó su continuación en la categoría por un año más al confirmarse nuevo patrocinio.
- El Gran Premio IndyCar de São Paulo conocido como São Paulo Indy 300 no volverá por ahora a formar parte del calendario de la IndyCar, por problemas en la organización interna de la competencia y los eventuales eventos del 2014 en torno al mundial de Fútbol.

### Cambios en la organización del campeonato
- La organización de la IndyCar, finalizó su contrato de patrocinio la marca de ropa IZOD,[54] que será sustituida por Verizon.[55]

### Cambios en el formato de clasificación y otras reglas
Desde 2014, un nuevo formato de calificación se introducirá para 2014 en cuanto a la competencia de las 500 millas de Indianápolis. Clasificación se llevará a cabo durante dos días (sábado y domingo), con el ganador pole position no determinado hasta el segundo día. El procedimiento de clasificación será como sigue:
- En el primer día clasificaciones (el sábado 17 de mayo), todos coches inscritos harán un intento por clasificarse. Se ha programado una serie de eliminatorias entre las 11 a. m. y las 5:50 p. m. Los 33 coches más rápidos serán encerrados en la pista al inicio de las respectivas pruebas. Las posiciones de largada para la competencia, sin embargo, no se podrán asignar en el momento de la clasificación. Los nueve primeros coches del sábado serán elegibles para el Fast Nine Shootout o Duelo de los Mejores Nueve.

- En el segundo día clasificaciones (domingo 18 de mayo), los autos que registraron tiempos que oscilan las posiviones de salida entre el 10° y la 33ª posición tendrán que hacer cada uno intento de clasificación, a partir de las 10:15 a. m. Los tiempos del sábado serán borrados, y los tiempos del domingo determinarán los once iniciales. A las 2 p. m. del domingo, los nueve primeros coches que clasificaron el sábado participarán en el Fast Nine Shootout donde se determinará la posición de privilegio, así como las posiciones de partida 2.° al 9.° lugar.

- Se requerirá que todos los motores para el 2014 tengan un sistema gemelo biturbo. Los propulsores turbo tradicionales ya no serán permitidos. Anteriormente, sólo Chevrolet (y por un breve tiempo, Lotus ) utilizaron un doble turbo.[56]

- Se han eliminado las sanciones de la grilla basados en los cambios de motor que no eran autorizados.[57] Anteriormente, el motor no aprobado cambiado sufría por las penalizaciones incurridas durante el mes de mayo en Indianápolis y que serían efectivas en la próxima fecha de la temporada. A partir de 2014, la pena será en la reducción de los puntos en el campeonato de fabricantes. Si los equipos actúan con negligencia deliberada para causar fallos en el motor, la pena será a partir de la parte trasera de la grilla de partida.

- A partir de 2014, los puntos válidos para el campeonato de la IndyCar para las 500 millas de Indianápolis, así como la Pocono 500 y la MAVTV 500 (la carrera de Fontana ) se duplicó la puntuación en comparación con el resto de carreras del calendario.[58]

## Resultados
| 1  | 30 de marzo  | Firestone Gran Premio de San Petersburgo Circuito callejero de San Petersburgo Longitud: 319 km Vueltas: 110 Ganador 2013: James Hinchcliffe, Dallara-Honda Andretti Autosport | Piloto Ganador              | Will Power Penske Racing |  |  |  |  |
| 1  | 30 de marzo  | Firestone Gran Premio de San Petersburgo Circuito callejero de San Petersburgo Longitud: 319 km Vueltas: 110 Ganador 2013: James Hinchcliffe, Dallara-Honda Andretti Autosport | Pole Position               | Takuma Satō A.J. Foyt Enterprises 1:01.8686 |  |  |  |  |
| 1  | 30 de marzo  | Firestone Gran Premio de San Petersburgo Circuito callejero de San Petersburgo Longitud: 319 km Vueltas: 110 Ganador 2013: James Hinchcliffe, Dallara-Honda Andretti Autosport | Vuelta Rápida               | Will Power 1:02:3404 Penske Racing |  |  |  |  |
| 1  | 30 de marzo  | Firestone Gran Premio de San Petersburgo Circuito callejero de San Petersburgo Longitud: 319 km Vueltas: 110 Ganador 2013: James Hinchcliffe, Dallara-Honda Andretti Autosport | Número de Vueltas Lideradas | Will Power 74/110 Penske Racing |  |  |  |  |
|    |              | |                             | |  |  |  |  |
| 2  | 13 de abril  | 40° Toyota Gran Premio de Long Beach Circuito callejero de Long Beach Longitud: 253.375 km Vueltas: 80 Ganador 2013: Takuma Satō, Dallara-Honda A. J. Foyt Enterprises | Piloto Ganador              | Mike Conway Ed Carpenter Racing |  |  |  |  |
| 2  | 13 de abril  | 40° Toyota Gran Premio de Long Beach Circuito callejero de Long Beach Longitud: 253.375 km Vueltas: 80 Ganador 2013: Takuma Satō, Dallara-Honda A. J. Foyt Enterprises | Pole Position               | Ryan Hunter-Reay Andretti Autosport 1:07.8219 |  |  |  |  |
| 2  | 13 de abril  | 40° Toyota Gran Premio de Long Beach Circuito callejero de Long Beach Longitud: 253.375 km Vueltas: 80 Ganador 2013: Takuma Satō, Dallara-Honda A. J. Foyt Enterprises | Vuelta Rápida               | Hélio Castroneves 69.0691 Penske Racing |  |  |  |  |
| 2  | 13 de abril  | 40° Toyota Gran Premio de Long Beach Circuito callejero de Long Beach Longitud: 253.375 km Vueltas: 80 Ganador 2013: Takuma Satō, Dallara-Honda A. J. Foyt Enterprises | Número de Vueltas Lideradas | Ryan Hunter-Reay 51/80 Andretti Autosport |  |  |  |  |
|    |              | |                             | |  |  |  |  |
| 3  | 27 de abril  | Honda Indy Gran Premio de Alabama Barber Motorsports Park Longitud: 344,7 km Vueltas: 90 Ganador 2013: Ryan Hunter-Reay, Dallara-Chevrolet Andretti Autosport | Piloto Ganador              | Ryan Hunter-Reay Andretti Autosport |  |  |  |  |
| 3  | 27 de abril  | Honda Indy Gran Premio de Alabama Barber Motorsports Park Longitud: 344,7 km Vueltas: 90 Ganador 2013: Ryan Hunter-Reay, Dallara-Chevrolet Andretti Autosport | Pole Position               | Will Power Penske Racing 1:08.3120 |  |  |  |  |
| 3  | 27 de abril  | Honda Indy Gran Premio de Alabama Barber Motorsports Park Longitud: 344,7 km Vueltas: 90 Ganador 2013: Ryan Hunter-Reay, Dallara-Chevrolet Andretti Autosport | Vuelta Rápida               | Scott Dixon 69.2995 Chip Ganassi Racing |  |  |  |  |
| 3  | 27 de abril  | Honda Indy Gran Premio de Alabama Barber Motorsports Park Longitud: 344,7 km Vueltas: 90 Ganador 2013: Ryan Hunter-Reay, Dallara-Chevrolet Andretti Autosport | Número de Vueltas Lideradas | Ryan Hunter-Reay 40/69 de 90 Andretti Autosport |  |  |  |  |
|    |              | |                             | |  |  |  |  |
| 4  | 10 de mayo   | Gran Premio de Indianapolis — Circuito Mixto de Grand Prix Indianápolis Motor Speedway Longitud: 321,85 km Vueltas: 90 | Piloto Ganador              | Simon Pagenaud Schmidt Peterson Hamilton Motorsports                                                                                                 |  |  |  |  |
| 4  | 10 de mayo   | Gran Premio de Indianapolis — Circuito Mixto de Grand Prix Indianápolis Motor Speedway Longitud: 321,85 km Vueltas: 90 | Pole Position               | Sebastián Saavedra KV/AFS Racing 1:23:8822 |  |  |  |  |
| 4  | 10 de mayo   | Gran Premio de Indianapolis — Circuito Mixto de Grand Prix Indianápolis Motor Speedway Longitud: 321,85 km Vueltas: 90 | Vuelta Rápida               | Scott Dixon 70.4062 Chip Ganassi Racing |  |  |  |  |
| 4  | 10 de mayo   | Gran Premio de Indianapolis — Circuito Mixto de Grand Prix Indianápolis Motor Speedway Longitud: 321,85 km Vueltas: 90 | Número de Vueltas Lideradas | Jack Hawksworth 31/82 Bryan Herta Autosport |  |  |  |  |
|    |              | |                             | |  |  |  |  |
| 5  | 25 de mayo   | Edición 98° de las 500 millas de Indianápolis — Óvalo Indianápolis Motor Speedway Longitud: 804,67 km Vueltas: 200 Ganador 2013: Tony Kanaan, Dallara-Chevrolet KV Racing Technology | Piloto Ganador              | Ryan Hunter-Reay Andretti Autosport |  |  |  |  |
| 5  | 25 de mayo   | Edición 98° de las 500 millas de Indianápolis — Óvalo Indianápolis Motor Speedway Longitud: 804,67 km Vueltas: 200 Ganador 2013: Tony Kanaan, Dallara-Chevrolet KV Racing Technology | Pole Position               | Ed Carpenter Ed Carpenter Racing Vuelta 1: 38.8866 'Vuelta 2: 38.9255 'Vuelta 3: 39.0000 Vuelta 4: 38.9871 Tiempo Total de las 4 Vueltas: 02:35.7992 |  |  |  |  |
| 5  | 25 de mayo   | Edición 98° de las 500 millas de Indianápolis — Óvalo Indianápolis Motor Speedway Longitud: 804,67 km Vueltas: 200 Ganador 2013: Tony Kanaan, Dallara-Chevrolet KV Racing Technology | Vuelta Rápida               | Juan Pablo Montoya 39.9661 Penske Racing |  |  |  |  |
| 5  | 25 de mayo   | Edición 98° de las 500 millas de Indianápolis — Óvalo Indianápolis Motor Speedway Longitud: 804,67 km Vueltas: 200 Ganador 2013: Tony Kanaan, Dallara-Chevrolet KV Racing Technology | Número de Vueltas Lideradas | Ryan Hunter-Reay 56/200 Andretti Autosport |  |  |  |  |
|    |              | |                             | |  |  |  |  |
| 6  | 31 de mayo   | Chevrolet/Cadillac Gran Premio de Detroit Circuito Callejero de Belle Isle Park Longitud: 264,286km Vueltas: 70 (Carrera 1 y Carrera 2) Ganador Carrera 1 2013: Mike Conway, Dallara-Honda Dale Coyne Racing Ganador Carrera 2 2013: Simon Pagenaud, Dallara-Honda Schmidt Peterson Hamilton Motorsports          | Piloto Ganador              | Will Power Penske Racing |  |  |  |  |
| 6  | 31 de mayo   | Chevrolet/Cadillac Gran Premio de Detroit Circuito Callejero de Belle Isle Park Longitud: 264,286km Vueltas: 70 (Carrera 1 y Carrera 2) Ganador Carrera 1 2013: Mike Conway, Dallara-Honda Dale Coyne Racing Ganador Carrera 2 2013: Simon Pagenaud, Dallara-Honda Schmidt Peterson Hamilton Motorsports          | Pole Position               | Hélio Castroneves Penske Racing 01:17.5362 |  |  |  |  |
| 6  | 31 de mayo   | Chevrolet/Cadillac Gran Premio de Detroit Circuito Callejero de Belle Isle Park Longitud: 264,286km Vueltas: 70 (Carrera 1 y Carrera 2) Ganador Carrera 1 2013: Mike Conway, Dallara-Honda Dale Coyne Racing Ganador Carrera 2 2013: Simon Pagenaud, Dallara-Honda Schmidt Peterson Hamilton Motorsports          | Vuelta Rápida               | Graham Rahal 77.6399 Rahal Letterman Lanigan Racing                                                                                                  |  |  |  |  |
| 6  | 31 de mayo   | Chevrolet/Cadillac Gran Premio de Detroit Circuito Callejero de Belle Isle Park Longitud: 264,286km Vueltas: 70 (Carrera 1 y Carrera 2) Ganador Carrera 1 2013: Mike Conway, Dallara-Honda Dale Coyne Racing Ganador Carrera 2 2013: Simon Pagenaud, Dallara-Honda Schmidt Peterson Hamilton Motorsports          | Número de Vueltas Lideradas | Hélio Castroneves 30/70 Penske Racing |  |  |  |  |
| 7  | 1 de junio   | Chevrolet/Cadillac Gran Premio de Detroit Circuito Callejero de Belle Isle Park Longitud: 264,286km Vueltas: 70 (Carrera 1 y Carrera 2) Ganador Carrera 1 2013: Mike Conway, Dallara-Honda Dale Coyne Racing Ganador Carrera 2 2013: Simon Pagenaud, Dallara-Honda Schmidt Peterson Hamilton Motorsports          | Piloto Ganador              | Hélio Castroneves Penske Racing |  |  |  |  |
| 7  | 1 de junio   | Chevrolet/Cadillac Gran Premio de Detroit Circuito Callejero de Belle Isle Park Longitud: 264,286km Vueltas: 70 (Carrera 1 y Carrera 2) Ganador Carrera 1 2013: Mike Conway, Dallara-Honda Dale Coyne Racing Ganador Carrera 2 2013: Simon Pagenaud, Dallara-Honda Schmidt Peterson Hamilton Motorsports          | Pole Position               | Takuma Satō A.J. Foyt Enterprises 01:16.1371 |  |  |  |  |
| 7  | 1 de junio   | Chevrolet/Cadillac Gran Premio de Detroit Circuito Callejero de Belle Isle Park Longitud: 264,286km Vueltas: 70 (Carrera 1 y Carrera 2) Ganador Carrera 1 2013: Mike Conway, Dallara-Honda Dale Coyne Racing Ganador Carrera 2 2013: Simon Pagenaud, Dallara-Honda Schmidt Peterson Hamilton Motorsports          | Vuelta Rápida               | Scott Dixon 24.5544 Chip Ganassi Racing |  |  |  |  |
| 7  | 1 de junio   | Chevrolet/Cadillac Gran Premio de Detroit Circuito Callejero de Belle Isle Park Longitud: 264,286km Vueltas: 70 (Carrera 1 y Carrera 2) Ganador Carrera 1 2013: Mike Conway, Dallara-Honda Dale Coyne Racing Ganador Carrera 2 2013: Simon Pagenaud, Dallara-Honda Schmidt Peterson Hamilton Motorsports          | Número de Vueltas Lideradas | Hélio Castroneves 42/70 Penske Racing |  |  |  |  |
|    |              | |                             | |  |  |  |  |
| 8  | 7 de junio   | Texas Firestone Firehawk 600K Texas Motor Speedway Longitud: 550.395 km Vueltas: 228 Ganador 2013: Justin Wilson, Dallara-Honda Dale Coyne Racing | Piloto Ganador              | Hélio Castroneves Penske Racing |  |  |  |  |
| 8  | 7 de junio   | Texas Firestone Firehawk 600K Texas Motor Speedway Longitud: 550.395 km Vueltas: 228 Ganador 2013: Justin Wilson, Dallara-Honda Dale Coyne Racing | Pole Position               | Will Power Penske Racing 47.8584 |  |  |  |  |
| 8  | 7 de junio   | Texas Firestone Firehawk 600K Texas Motor Speedway Longitud: 550.395 km Vueltas: 228 Ganador 2013: Justin Wilson, Dallara-Honda Dale Coyne Racing | Vuelta Rápida               | Tony Kanaan 76.9192 Chip Ganassi Racing |  |  |  |  |
| 8  | 7 de junio   | Texas Firestone Firehawk 600K Texas Motor Speedway Longitud: 550.395 km Vueltas: 228 Ganador 2013: Justin Wilson, Dallara-Honda Dale Coyne Racing | Número de Vueltas Lideradas | Will Power 145/248 Penske Racing |  |  |  |  |
|    |              | |                             | |  |  |  |  |
| 9  | 28 de junio  | Shell y Pennzoil Gran Premio de Houston Circuito Callejero de Reliant Park Longitud: 264,286km Vueltas: 80 Carrera 1; Vueltas: 90 Carrera 2 Ganador Carrera 1 2013: Scott Dixon, Dallara-Honda Chip Ganassi Racing Ganador Carrera 2 2013: Will Power, Dallara-Chevrolet Penske Racing                            | Piloto Ganador              | Carlos Huertas Dale Coyne Racing |  |  |  |  |
| 9  | 28 de junio  | Shell y Pennzoil Gran Premio de Houston Circuito Callejero de Reliant Park Longitud: 264,286km Vueltas: 80 Carrera 1; Vueltas: 90 Carrera 2 Ganador Carrera 1 2013: Scott Dixon, Dallara-Honda Chip Ganassi Racing Ganador Carrera 2 2013: Will Power, Dallara-Chevrolet Penske Racing                            | Pole Position               | Simon Pagenaud Schmidt Peterson Hamilton Motorsports 59.8408                                                                                         |  |  |  |  |
| 9  | 28 de junio  | Shell y Pennzoil Gran Premio de Houston Circuito Callejero de Reliant Park Longitud: 264,286km Vueltas: 80 Carrera 1; Vueltas: 90 Carrera 2 Ganador Carrera 1 2013: Scott Dixon, Dallara-Honda Chip Ganassi Racing Ganador Carrera 2 2013: Will Power, Dallara-Chevrolet Penske Racing                            | Vuelta Rápida               | Simon Pagenaud Schmidt Peterson Hamilton Motorsports 60.6931                                                                                         |  |  |  |  |
| 9  | 28 de junio  | Shell y Pennzoil Gran Premio de Houston Circuito Callejero de Reliant Park Longitud: 264,286km Vueltas: 80 Carrera 1; Vueltas: 90 Carrera 2 Ganador Carrera 1 2013: Scott Dixon, Dallara-Honda Chip Ganassi Racing Ganador Carrera 2 2013: Will Power, Dallara-Chevrolet Penske Racing                            | Número de Vueltas Lideradas | James Hinchcliffe 32/80 de 90 Andretti Autosport |  |  |  |  |
| 10 | 29 de junio  | Shell y Pennzoil Gran Premio de Houston Circuito Callejero de Reliant Park Longitud: 264,286km Vueltas: 80 Carrera 1; Vueltas: 90 Carrera 2 Ganador Carrera 1 2013: Scott Dixon, Dallara-Honda Chip Ganassi Racing Ganador Carrera 2 2013: Will Power, Dallara-Chevrolet Penske Racing                            | Piloto Ganador              | Simon Pagenaud Schmidt Peterson Hamilton Motorsports                                                                                                 |  |  |  |  |
| 10 | 29 de junio  | Shell y Pennzoil Gran Premio de Houston Circuito Callejero de Reliant Park Longitud: 264,286km Vueltas: 80 Carrera 1; Vueltas: 90 Carrera 2 Ganador Carrera 1 2013: Scott Dixon, Dallara-Honda Chip Ganassi Racing Ganador Carrera 2 2013: Will Power, Dallara-Chevrolet Penske Racing                            | Pole Position               | Hélio Castroneves Penske Racing 59.1702 |  |  |  |  |
| 10 | 29 de junio  | Shell y Pennzoil Gran Premio de Houston Circuito Callejero de Reliant Park Longitud: 264,286km Vueltas: 80 Carrera 1; Vueltas: 90 Carrera 2 Ganador Carrera 1 2013: Scott Dixon, Dallara-Honda Chip Ganassi Racing Ganador Carrera 2 2013: Will Power, Dallara-Chevrolet Penske Racing                            | Vuelta Rápida               | Simon Pagenaud Peterson Hamilton Motorsports 98.210                                                                                                  |  |  |  |  |
| 10 | 29 de junio  | Shell y Pennzoil Gran Premio de Houston Circuito Callejero de Reliant Park Longitud: 264,286km Vueltas: 80 Carrera 1; Vueltas: 90 Carrera 2 Ganador Carrera 1 2013: Scott Dixon, Dallara-Honda Chip Ganassi Racing Ganador Carrera 2 2013: Will Power, Dallara-Chevrolet Penske Racing                            | Número de Vueltas Lideradas | Hélio Castroneves 47/90 Penske Racing |  |  |  |  |
|    |              | |                             | |  |  |  |  |
| 11 | 6 de julio   | Sunoco presenta la IndyCar Pocono 500 Pocono Raceway Longitud: 804.672 km Vueltas: 200 Ganador 2013: Scott Dixon, Dallara-Honda Chip Ganassi Racing | Piloto Ganador              | Juan Pablo Montoya Penske Racing |  |  |  |  |
| 11 | 6 de julio   | Sunoco presenta la IndyCar Pocono 500 Pocono Raceway Longitud: 804.672 km Vueltas: 200 Ganador 2013: Scott Dixon, Dallara-Honda Chip Ganassi Racing | Pole Position               | Juan Pablo Montoya Penske Racing 80.4034 |  |  |  |  |
| 11 | 6 de julio   | Sunoco presenta la IndyCar Pocono 500 Pocono Raceway Longitud: 804.672 km Vueltas: 200 Ganador 2013: Scott Dixon, Dallara-Honda Chip Ganassi Racing | Vuelta Rápida               | Ryan Briscoe Chip Ganassi Racing 40.9980 |  |  |  |  |
| 11 | 6 de julio   | Sunoco presenta la IndyCar Pocono 500 Pocono Raceway Longitud: 804.672 km Vueltas: 200 Ganador 2013: Scott Dixon, Dallara-Honda Chip Ganassi Racing | Número de Vueltas Lideradas | Tony Kanaan 78/200 Chip Ganassi Racing |  |  |  |  |
|    |              | |                             | |  |  |  |  |
| 12 | 12 de julio  | Corn Presenta Iowa Indy 300 Iowa Speedway Longitud: 422.452 km Vueltas: 300 Ganador 2013: James Hinchcliffe, Dallara-Chevrolet Andretti Autosport | Piloto Ganador              | Ryan Hunter-Reay Andretti Autosport |  |  |  |  |
| 12 | 12 de julio  | Corn Presenta Iowa Indy 300 Iowa Speedway Longitud: 422.452 km Vueltas: 300 Ganador 2013: James Hinchcliffe, Dallara-Chevrolet Andretti Autosport | Pole Position               | Scott Dixon Chip Ganassi Racing 34.5588 |  |  |  |  |
| 12 | 12 de julio  | Corn Presenta Iowa Indy 300 Iowa Speedway Longitud: 422.452 km Vueltas: 300 Ganador 2013: James Hinchcliffe, Dallara-Chevrolet Andretti Autosport | Vuelta Rápida               | Josef Newgarden Sarah Fisher Hartman Racing 17.8771                                                                                                  |  |  |  |  |
| 12 | 12 de julio  | Corn Presenta Iowa Indy 300 Iowa Speedway Longitud: 422.452 km Vueltas: 300 Ganador 2013: James Hinchcliffe, Dallara-Chevrolet Andretti Autosport | Número de Vueltas Lideradas | Tony Kanaan 247/300 Chip Ganassi Racing |  |  |  |  |
|    |              | |                             | |  |  |  |  |
| 13 | 20 de julio  | Honda Indy Gran Premio de Toronto Circuito Callejero Exhibition Place Longitud: 158.166 km (Long. acortada véase nota) Vueltas: 65 Carrera 1; Vueltas: 56 Carrera 2 Ganador Carrera 1 2013: Scott Dixon, Dallara-Honda Chip Ganassi Racing Ganador Carrera 2 2013: Scott Dixon, Dallara-Honda Chip Ganassi Racing | Piloto Ganador              | Sébastien Bourdais KV Racing Technology |  |  |  |  |
| 13 | 20 de julio  | Honda Indy Gran Premio de Toronto Circuito Callejero Exhibition Place Longitud: 158.166 km (Long. acortada véase nota) Vueltas: 65 Carrera 1; Vueltas: 56 Carrera 2 Ganador Carrera 1 2013: Scott Dixon, Dallara-Honda Chip Ganassi Racing Ganador Carrera 2 2013: Scott Dixon, Dallara-Honda Chip Ganassi Racing | Pole Position               | Sébastien Bourdais KV Racing Technology 58.9479 |  |  |  |  |
| 13 | 20 de julio  | Honda Indy Gran Premio de Toronto Circuito Callejero Exhibition Place Longitud: 158.166 km (Long. acortada véase nota) Vueltas: 65 Carrera 1; Vueltas: 56 Carrera 2 Ganador Carrera 1 2013: Scott Dixon, Dallara-Honda Chip Ganassi Racing Ganador Carrera 2 2013: Scott Dixon, Dallara-Honda Chip Ganassi Racing | Vuelta Rápida               | Simon Pagenaud Sam Schmidt Peterson Hamilton Motorsports 60.6954                                                                                     |  |  |  |  |
| 13 | 20 de julio  | Honda Indy Gran Premio de Toronto Circuito Callejero Exhibition Place Longitud: 158.166 km (Long. acortada véase nota) Vueltas: 65 Carrera 1; Vueltas: 56 Carrera 2 Ganador Carrera 1 2013: Scott Dixon, Dallara-Honda Chip Ganassi Racing Ganador Carrera 2 2013: Scott Dixon, Dallara-Honda Chip Ganassi Racing | Número de Vueltas Lideradas | Sébastien Bourdais 58/65 KV Racing Technology |  |  |  |  |
| 14 | 20 de julio  | Honda Indy Gran Premio de Toronto Circuito Callejero Exhibition Place Longitud: 158.166 km (Long. acortada véase nota) Vueltas: 65 Carrera 1; Vueltas: 56 Carrera 2 Ganador Carrera 1 2013: Scott Dixon, Dallara-Honda Chip Ganassi Racing Ganador Carrera 2 2013: Scott Dixon, Dallara-Honda Chip Ganassi Racing | Piloto Ganador              | Mike Conway Ed Carpenter Racing |  |  |  |  |
| 14 | 20 de julio  | Honda Indy Gran Premio de Toronto Circuito Callejero Exhibition Place Longitud: 158.166 km (Long. acortada véase nota) Vueltas: 65 Carrera 1; Vueltas: 56 Carrera 2 Ganador Carrera 1 2013: Scott Dixon, Dallara-Honda Chip Ganassi Racing Ganador Carrera 2 2013: Scott Dixon, Dallara-Honda Chip Ganassi Racing | Pole Position               | Hélio Castroneves Penske Racing Sin Registro |  |  |  |  |
| 14 | 20 de julio  | Honda Indy Gran Premio de Toronto Circuito Callejero Exhibition Place Longitud: 158.166 km (Long. acortada véase nota) Vueltas: 65 Carrera 1; Vueltas: 56 Carrera 2 Ganador Carrera 1 2013: Scott Dixon, Dallara-Honda Chip Ganassi Racing Ganador Carrera 2 2013: Scott Dixon, Dallara-Honda Chip Ganassi Racing | Vuelta Rápida               | Juan Pablo Montoya Penske Racing 60.7896 |  |  |  |  |
| 14 | 20 de julio  | Honda Indy Gran Premio de Toronto Circuito Callejero Exhibition Place Longitud: 158.166 km (Long. acortada véase nota) Vueltas: 65 Carrera 1; Vueltas: 56 Carrera 2 Ganador Carrera 1 2013: Scott Dixon, Dallara-Honda Chip Ganassi Racing Ganador Carrera 2 2013: Scott Dixon, Dallara-Honda Chip Ganassi Racing | Número de Vueltas Lideradas | Hélio Castroneves 32/56 Penske Racing |  |  |  |  |
|    |              | |                             | |  |  |  |  |
| 15 | 3 de agosto  | Honda Indy 200 Gran Premio de Mid-Ohio Mid-Ohio Sports Car Course Longitud: 327,05 km Vueltas: 90 Ganador 2013: Charlie Kimball, Dallara-Honda Chip Ganassi Racing | Piloto Ganador              | Scott Dixon Chip Ganassi Racing |  |  |  |  |
| 15 | 3 de agosto  | Honda Indy 200 Gran Premio de Mid-Ohio Mid-Ohio Sports Car Course Longitud: 327,05 km Vueltas: 90 Ganador 2013: Charlie Kimball, Dallara-Honda Chip Ganassi Racing | Pole Position               | Sebastien Bourdais KV Racing Technology 01:24.1610                                                                                                   |  |  |  |  |
| 15 | 3 de agosto  | Honda Indy 200 Gran Premio de Mid-Ohio Mid-Ohio Sports Car Course Longitud: 327,05 km Vueltas: 90 Ganador 2013: Charlie Kimball, Dallara-Honda Chip Ganassi Racing | Vuelta Rápida               | Hélio Castroneves 121.616 Penske Racing |  |  |  |  |
| 15 | 3 de agosto  | Honda Indy 200 Gran Premio de Mid-Ohio Mid-Ohio Sports Car Course Longitud: 327,05 km Vueltas: 90 Ganador 2013: Charlie Kimball, Dallara-Honda Chip Ganassi Racing | Número de Vueltas Lideradas | Scott Dixon 45/90 Chip Ganassi Racing |  |  |  |  |
|    |              | |                             | |  |  |  |  |
| 16 | 17 de agosto | ABC Supply Wisconsin 250 millas de Milwaukee Milwaukee Mile Longitud: 408.371 km Vueltas: 250 Ganador 2013: Ryan Hunter-Reay, Dallara-Chevrolet Andretti Autosport | Piloto Ganador              | Will Power Penske Racing |  |  |  |  |
| 16 | 17 de agosto | ABC Supply Wisconsin 250 millas de Milwaukee Milwaukee Mile Longitud: 408.371 km Vueltas: 250 Ganador 2013: Ryan Hunter-Reay, Dallara-Chevrolet Andretti Autosport | Pole Position               | Will Power Penske Racing 43.1757 |  |  |  |  |
| 16 | 17 de agosto | ABC Supply Wisconsin 250 millas de Milwaukee Milwaukee Mile Longitud: 408.371 km Vueltas: 250 Ganador 2013: Ryan Hunter-Reay, Dallara-Chevrolet Andretti Autosport | Vuelta Rápida               | Josef Newgarden 22.5979 Sarah Fisher Hartman Racing                                                                                                  |  |  |  |  |
| 16 | 17 de agosto | ABC Supply Wisconsin 250 millas de Milwaukee Milwaukee Mile Longitud: 408.371 km Vueltas: 250 Ganador 2013: Ryan Hunter-Reay, Dallara-Chevrolet Andretti Autosport | Número de Vueltas Lideradas | Will Power 229/250 Penske Racing |  |  |  |  |
|    |              | |                             | |  |  |  |  |
| 17 | 24 de agosto | GoPro Indy Gran Premio de Sonoma Infineon Raceway Longitud: 315.037 km Vueltas: 85 Ganador 2013: Will Power, Dallara-Chevrolet Penske Racing | Piloto Ganador              | Scott Dixon Chip Ganassi Racing |  |  |  |  |
| 17 | 24 de agosto | GoPro Indy Gran Premio de Sonoma Infineon Raceway Longitud: 315.037 km Vueltas: 85 Ganador 2013: Will Power, Dallara-Chevrolet Penske Racing | Pole Position               | Will Power Penske Racing 01:17.4126 |  |  |  |  |
| 17 | 24 de agosto | GoPro Indy Gran Premio de Sonoma Infineon Raceway Longitud: 315.037 km Vueltas: 85 Ganador 2013: Will Power, Dallara-Chevrolet Penske Racing | Vuelta Rápida               | Hélio Castroneves 80.2865 Penske Racing |  |  |  |  |
| 17 | 24 de agosto | GoPro Indy Gran Premio de Sonoma Infineon Raceway Longitud: 315.037 km Vueltas: 85 Ganador 2013: Will Power, Dallara-Chevrolet Penske Racing | Número de Vueltas Lideradas | Will Power 33/85 Penske Racing |  |  |  |  |
|    |              | |                             | |  |  |  |  |
| 18 | 30 de agosto | MAVTV 500 millas IndyCar World Championships de Fontana Auto Club Speedway Longitud: 804.672 km Vueltas: 250 Ganador 2013: Will Power, Dallara-Chevrolet Penske Racing | Piloto Ganador              | Tony Kanaan Chip Ganassi Racing |  |  |  |  |
| 18 | 30 de agosto | MAVTV 500 millas IndyCar World Championships de Fontana Auto Club Speedway Longitud: 804.672 km Vueltas: 250 Ganador 2013: Will Power, Dallara-Chevrolet Penske Racing | Pole Position               | Hélio Castroneves Penske Racing 32.8576 |  |  |  |  |
| 18 | 30 de agosto | MAVTV 500 millas IndyCar World Championships de Fontana Auto Club Speedway Longitud: 804.672 km Vueltas: 250 Ganador 2013: Will Power, Dallara-Chevrolet Penske Racing | Vuelta Rápida               | Will Power 32.8794 Penske Racing |  |  |  |  |
| 18 | 30 de agosto | MAVTV 500 millas IndyCar World Championships de Fontana Auto Club Speedway Longitud: 804.672 km Vueltas: 250 Ganador 2013: Will Power, Dallara-Chevrolet Penske Racing | Número de Vueltas Lideradas | Juan Pablo Montoya 85/250 Penske Racing |  |  |  |  |

Leyenda
     Óvalo
     Circuito Permanente/Mixto
     Circuito Callejero/Mixto
     Ganadores de las competiciones de la Triple Corona de IndyCar
EN NEGRITA: Indica el Premio Fuzzy's Ultra Premium Vodka que se otorga por lograr ganar la Triple Corona de IndyCar de la presente temporada.

## Clasificaciones

### Campeonato de Pilotos
| Pos. | Piloto             | STP | LBH | ALA | IMS | INDY | DET | DET | TEX | HOU | HOU | POC | IOW | TOR | TOR  | MDO | MIL | SNM | FON | Puntos |
| ---- | ------------------ | --- | --- | --- | --- | ---- | --- | --- | --- | --- | --- | --- | --- | --- | ---- | --- | --- | --- | --- | ------ |
| 1    | Will Power         | 1*  | 2   | 5   | 8   | 8    | 1   | 2   | 2*  | 14  | 11  | 10  | 14  | 9   | 3    | 6   | 1*  | 10* | 9   | 671    |
| 2    | Hélio Castroneves  | 3   | 11  | 19  | 3   | 2    | 5*  | 1*  | 8   | 9   | 21* | 2   | 8   | 2   | 12*1 | 19  | 11  | 18  | 14  | 609    |
| 3    | Scott Dixon        | 4   | 12  | 3   | 15  | 29   | 11  | 4   | 5   | 19  | 18  | 5   | 4   | 5   | 7    | 1*  | 4   | 1   | 2   | 604    |
| 4    | Juan Pablo Montoya | 15  | 4   | 21  | 16  | 5    | 12  | 13  | 3   | 2   | 7   | 1   | 16  | 18  | 19   | 11  | 2   | 5   | 4*  | 586    |
| 5    | Simon Pagenaud     | 5   | 5   | 4   | 1   | 12   | 22  | 6   | 4   | 16  | 1   | 6   | 11  | 4   | 22   | 9   | 7   | 3   | 20  | 565    |
| 6    | Ryan Hunter-Reay   | 2   | 20* | 1*  | 2   | 1*   | 16  | 19  | 19  | 7   | 6   | 18  | 1   | 21  | 14   | 10  | 21  | 2   | 16  | 563    |
| 7    | Tony Kanaan        | 6   | 18  | 9   | 10  | 26   | 3   | 9   | 6   | 13  | 10  | 11* | 3*  | 3   | 2    | 21  | 3   | 13  | 1   | 544    |
| 8    | Carlos Muñoz       | 17  | 3   | 23  | 24  | 4    | 7   | 8   | 13  | 3   | 22  | 3   | 12  | 17  | 17   | 4   | 22  | 19  | 8   | 483    |
| 9    | Marco Andretti     | 22  | 8   | 2   | 14  | 3    | 10  | 16  | 22  | 8   | 9   | 9   | 18  | 16  | 8    | 22  | 13  | 8   | 11  | 463    |
| 10   | Sébastien Bourdais | 13  | 14  | 15  | 4   | 7    | 13  | 20  | 20  | 4   | 5   | 16  | 19  | 1*  | 9    | 2   | 12  | 11  | 18  | 461    |
| 11   | Ryan Briscoe       | 10  | 17  | 11  | 6   | 18   | 15  | 10  | 9   | 12  | 8   | 4   | 9   | 12  | 11   | 8   | 6   | 17  | 7   | 461    |
| 12   | James Hinchcliffe  | 19  | 21  | 7   | 20  | 28   | 6   | 5   | 14  | 5*  | 14  | 12  | 6   | 8   | 18   | 3   | 19  | 12  | 5   | 455    |
| 13   | Josef Newgarden    | 9   | 19  | 8   | 17  | 30   | 20  | 17  | 11  | 20  | 20  | 8   | 2   | 20  | 13   | 12  | 5   | 6   | 10  | 406    |
| 14   | Charlie Kimball    | 20  | 23  | 10  | 5   | 31   | 9   | 3   | 10  | 18  | 4   | 17  | 10  | 7   | 4    | 7   | 16  | 21  | 12  | 402    |
| 15   | Justin Wilson      | 8   | 16  | 6   | 11  | 22   | 4   | 12  | 21  | 10  | 12  | 14  | 13  | 10  | 10   | 15  | 17  | 9   | 13  | 395    |
| 16   | Jack Hawksworth    | 21  | 15  | 12  | 7*  | 20   | 19  | 14  | 15  | 6   | 3   | DNS | 15  | 13  | 6    | 16  | 10  | 15  | 15  | 366    |
| 17   | Mijaíl Alioshin    | 12  | 6   | 22  | 25  | 21   | 17  | 7   | 7   | 23  | 2   | 7   | 21  | 11  | 23   | 14  | 8   | 7   | DNS | 364    |
| 18   | Takuma Satō        | 7   | 22  | 13  | 9   | 19   | 18  | 18  | 18  | 22  | 19  | 21  | 22  | 23  | 5    | 18  | 15  | 4   | 6   | 350    |
| 19   | Graham Rahal       | 14  | 13  | 17  | 21  | 33   | 2   | 21  | 12  | 11  | 16  | 19  | 7   | 6   | 20   | 5   | 14  | 20  | 18  | 345    |
| 20   | Carlos Huertas     | 18  | 10  | 16  | 13  | 17   | 8   | 15  | 16  | 1   | 23  | 20  | 20  | 14  | 15   | 17  | 20  | 22  | 21  | 314    |
| 21   | Sebastián Saavedra | 11  | 9   | 18  | 23  | 15   | 14  | 22  | 17  | 15  | 17  | 15  | 17  | 19  | 21   | 20  | 18  | 16  | 17  | 291    |
| 22   | Ed Carpenter       |     |     |     |     | 27   |     |     | 1   |     |     | 13  | 5   |     |      |     | 9   |     | 3   | 262    |
| 23   | Mike Conway        | 16  | 1   | 14  | 19  |      | 21  | 11  |     | 17  | 13  |     |     | 15  | 1    | 13  |     | 14  |     | 252    |
| 24   | Oriol Servià       |     | 7   | 20  | 12  | 11   |     |     |     |     |     |     |     |     |      |     |     |     |     | 88     |
| 25   | Kurt Busch         |     |     |     |     | 6    |     |     |     |     |     |     |     |     |      |     |     |     |     | 80     |
| 26   | J. R. Hildebrand   |     |     |     |     | 10   |     |     |     |     |     |     |     |     |      |     |     |     |     | 66     |
| 27   | Sage Karam         |     |     |     |     | 9    |     |     |     |     |     |     |     |     |      |     |     |     |     | 57     |
| 28   | Luca Filippi       |     |     |     |     |      |     |     |     | 21  | 15  |     |     | 22  | 16   |     |     |     |     | 46     |
| 29   | James Davison      |     |     |     |     | 16   |     |     |     |     |     |     |     |     |      |     |     |     |     | 34     |
| 30   | Jacques Villeneuve |     |     |     |     | 14   |     |     |     |     |     |     |     |     |      |     |     |     |     | 29     |
| 31   | Alex Tagliani      |     |     |     |     | 13   |     |     |     |     |     |     |     |     |      |     |     |     |     | 28     |
| 32   | Townsend Bell      |     |     |     |     | 25   |     |     |     |     |     |     |     |     |      |     |     |     |     | 22     |
| 33   | Pippa Mann         |     |     |     |     | 24   |     |     |     |     |     |     |     |     |      |     |     |     |     | 21     |
| 34   | Martin Plowman     |     |     |     | 18  | 23   |     |     |     |     |     |     |     |     |      |     |     |     |     | 18     |
| 35   | Buddy Lazier       |     |     |     |     | 32   |     |     |     |     |     |     |     |     |      |     |     |     |     | 11     |
| 36   | Franck Montagny    |     |     |     | 22  |      |     |     |     |     |     |     |     |     |      |     |     |     |     | 8      |
| Pos. | Piloto             | STP | LBH | ALA | IMS | INDY | DET | DET | TEX | HOU | HOU | POC | IOW | TOR | TOR  | MDO | MIL | SNM | FON | Puntos |

| Color     | Resultado                                                               |
| --------- | ----------------------------------------------------------------------- |
| Oro       | Ganador                                                                 |
| Plata     | 2.ª plaza                                                               |
| Bronce    | 3.ª plaza                                                               |
| Verde     | Finalizó en los puntos                                                  |
| Azul      | Finalizó sin puntos                                                     |
| Azul      | NC - No clasificado                                                     |
| Violeta   | Ret - No terminó (Carrera)                                              |
| Rojo      | DNQ - No se clasificó                                                   |
| Negro     | DSQ - Descalificado                                                     |
| Blanco    | DNS - No empezó (carrera)                                               |
| Blanco    | WD - Retirado (fin de semana)                                           |
| Blanco    | C - Carrera cancelada                                                   |
| Sin color | DNP - Inscrito pero no participó                                        |
| Sin color | INJ - Lesionado                                                         |
| Sin color | EX - Excluido                                                           |
| Estado    | Resultado                                                               |
| Negrita   | Pole position                                                           |
| Cursiva   | Vuelta rápida                                                           |
| †         | Abandona, pero clasifica al completar el porcentaje requerido para ello |

Los puntos se otorgan a los pilotos sobre las siguientes bases:
| Posición                                        | 1   | 2  | 3  | 4  | 5  | 6  | 7  | 8  | 9  | 10 | 11 | 12 | 13 | 14 | 15 | 16 | 17 | 18 | 19 | 20 | 21 | 22 | 23 | 24 | 25 | 26 | 27 | 28 | 29 | 30 | 31 | 32 | 33 |
| ----------------------------------------------- | --- | -- | -- | -- | -- | -- | -- | -- | -- | -- | -- | -- | -- | -- | -- | -- | -- | -- | -- | -- | -- | -- | -- | -- | -- | -- | -- | -- | -- | -- | -- | -- | -- |
| Puntos por Carrera                              | 50  | 40 | 35 | 32 | 30 | 28 | 26 | 24 | 22 | 20 | 19 | 18 | 17 | 16 | 15 | 14 | 13 | 12 | 11 | 10 | 9  | 8  | 7  | 6  | 5  | 5  | 5  | 5  | 5  | 5  | 5  | 5  | 5  |
| Puntuación por las carreras de la Triple Corona | 100 | 80 | 70 | 64 | 60 | 56 | 52 | 48 | 44 | 40 | 38 | 36 | 34 | 32 | 30 | 28 | 26 | 24 | 22 | 20 | 18 | 16 | 14 | 12 | 10 | 10 | 10 | 10 | 10 | 10 | 10 | 10 | 10 |
| Puntos por la calificación en la Indy 500       | 33  | 32 | 31 | 30 | 29 | 28 | 27 | 26 | 25 | 24 | 23 | 22 | 21 | 20 | 19 | 18 | 17 | 16 | 15 | 14 | 13 | 12 | 11 | 10 | 9  | 8  | 7  | 6  | 5  | 4  | 3  | 2  | 1  |
| Piloto Más Rápido en la Indy 500                | 9   | 8  | 7  | 6  | 5  | 4  | 3  | 2  | 1  |    |    |    |    |    |    |    |    |    |    |    |    |    |    |    |    |    |    |    |    |    |    |    |    |

- Los cinco primeros pilotos en cada carrera y/o en las clasificatorias se le otorgará un punto para su respectivo fabricante de motores, a condición de que estén usando una de sus cuatro motores asignados.
- Se otorga un punto a cualquier fabricante que lleve al menos una vuelta de líder durante la carrera. Dos puntos adicionales se otorgan para el fabricante que lidere el mayor número de vueltas en una carrera.
- En todas las carreras excepto la Indy 500, el Piloto que califica al obtener la pole gana un punto.
- Los cambios de Motor de cada piloto que haya iniciado la competencia se sancionará con la pérdida de diez puntos.
- El desempate en puntos se determina por el número de victorias, seguido por el número de 2° lugares, 3° lugares, etc, y luego por el número de posiciones de en cuanto al número de poles, seguido por el número de veces haber calificado en segundo lugar, etc.
- En todas las carreras excepto la Indy 500, el fabricante que califique en la pole gana un punto.
- Los fabricantes obtendrán diez puntos para cada motor que alcance el umbral si se da un cambio de posiciones durante las salidas de 2500 millas que se recorrerán en promedio de cada competencia. Los fabricantes pueden perder diez puntos para cada motor si no alcanzan el umbral en este cambio, o para cada motor usado sobre la asignación de cuatro motores por participante.

### Campeonato de Motores
| Pos. | Motor     | STP  | LBH | ALA  | IMS | INDY 500 | INDY 500 | DET  | DET  | TEX  | HOU  | HOU | POC  | IOW  | TOR  | TOR  | MDO | MIL  | SNM | FON  |        | Puntos | Pen.   | Puntos |
| Pos. | Motor     | STP  | LBH | ALA  | IMS | QL       | 500      | DET  | DET  | TEX  | HOU  | HOU | POC  | IOW  | TOR  | TOR  | MDO | MIL  | SNM | FON  |        | Puntos | Pen.   | Puntos |
| ---- | --------- | ---- | --- | ---- | --- | -------- | -------- | ---- | ---- | ---- | ---- | --- | ---- | ---- | ---- | ---- | --- | ---- | --- | ---- | ------ | ------ | ------ | ------ |
| 1    | Chevrolet | 122* | 125 | 69   | 100 | 115      | 146      | 122* | 162* | 161* | 72   | 66* | 311* | 103* | 160* | 162* | 95* | 164* | 88* | 323* | 140    | 70     | 2736   |        |
| 2    | Honda     | 72   | 70* | 127* | 97* | 75       | 241*     | 75   | 36   | 32   | 123* | 127 | 71   | 91   | 33   | 32   | 103 | 30   | 110 | 63   | 80     | 140    | 1548   |        |
| Pos. | Motor     | STP  | LBH | ALA  | IMS | QL       | 500      | DET  | DET  | TEX  | HOU  | HOU | POC  | IOW  | TOR  | TOR  | MDO | MIL  | SNM | FON  | Puntos | Pen.   | Puntos |        |
| Pos. | Motor     | STP  | LBH | ALA  | IMS | INDY 500 |          | DET  | DET  | TEX  | HOU  | HOU | POC  | IOW  | TOR  | TOR  | MDO | MIL  | SNM | FON  | Puntos | Pen.   | Puntos |        |

Los puntos para la copa de fabricantes se otorgarán así:
| Posición                                        | 1   | 2  | 3  | 4  | 5  |
| ----------------------------------------------- | --- | -- | -- | -- | -- |
| Puntuación por carrera                          | 50  | 40 | 35 | 32 | 30 |
| Puntuación por las carreras de la Triple Corona | 100 | 80 | 70 | 64 | 60 |
| Puntos por la calificación en la Indy 500       | 33  | 32 | 31 | 30 | 29 |
| Fabricante Más Rápido en la Indy 500            | 9   | 8  | 7  | 6  | 5  |